# Drawno
Drawno (tysk: Neuwedell; kasjubisk: Nowi Wedel) er en by i Choszczno Choszczeński, Województwo Westpommern, Polen, med 2.425 indbyggere (2004). Administrationen af Drawa Nationalpark (Drawieński Park Narodowy) ligger i byen.
Mellem 1871 og 1945 lå byen i Tyskland.

## Gallery
- Dubiesøen
- Rudnosøen
- Gammelt pakhus, nu museum
- Ruiner af Drawno Slot